# TRUSTFALL
Albums de P!nk
All I Know So Far: Setlist
(2021)
Singles
1. Never Gonna Not Dance Again
Sortie : 4 novembre 2022
2. TRUSTFALL
Sortie : 27 janvier 2023
3. When I Get There
Sortie : 14 février 2023
4. Runaway
Sortie : 7 juin 2023
5. Dreaming (Tour Deluxe Edition)
Sortie : 20 octobre 2023
6. All Out Of Fight (Tour Deluxe Edition)
Sortie : 7 décembre 2023

TRUSTFALL est le neuvième album studio de la chanteuse américaine P!nk, qui est sorti le 17 février 2023. 
Le premier single Never Gonna Not Dance Again sort le 4 novembre 2022 directement sur YouTube.
Le deuxième single TRUSTFALL sort le 27 janvier 2023.

Le 14 février 2023, P!nk annonce par surprise la sortie du troisième single, When I Get There, en partageant directement une vidéo sur les réseaux sociaux.

Le 7 juin 2023, premier jour de la tournée Summer Carnival, un nouveau single est mis en ligne. Il s'agit de Runaway.
Le titre TRUSTFALL est, comme indiqué dans le livret de l'album, un acronyme :

Truth

Reflection

Uncertainty

Security

Terror

Faith

Acceptance / Audacity

Letting go

Love.

Le jour de la sortie de l'album, l'intégralité des titres sont mis en écoute sur la chaîne officielle PinkVevo sur YouTube.
Le 1er décembre 2023, une version Deluxe est proposée à la vente. Il s'agit d'un coffret intitulé Tour Deluxe Edition, comprenant l'album studio et un disque bonus de 9 titres.
Deux titres de ce disque bonus servent à la promotion de ce coffret : Dreaming, un titre écrit et interprété avec Marshmello et Sting, et All Out Of Fight. On y retrouve également le titre Irrelevant qui n'était sur aucun support jusqu'alors, et six titres live, tous interprétés lors de la première partie européenne de la tournée Summer Carnival.

Les deux titres promotionnels bénéficieront de vidéoclips partagés sur YouTube, audio et paroles pour le premier, film pour le deuxième.

## Liste des titres
| 1.  | When I Get There                               | David Hodges, Amy Wadge                                                                               | 3:20 |
| 2.  | TRUSTFALL                                      | Alecia Moore, Johnny McDaid, Fred Gibson                                                              | 3:57 |
| 3.  | Turbulence                                     | Matthew Koma, Madison Love                                                                            | 3:26 |
| 4.  | Long Way To Go (featuring The Lumineers)       | Alecia Moore, Jesse Shatkin, John Stephen Sudduth, Maureen McDonald, Wesley Schultz, Jeremiah Fraites | 3:09 |
| 5.  | Kids In Love (featuring First Aid Kit)         | Ludvig Södeberg, Jakob Jeriström, Klara Söderberg                                                     | 2:47 |
| 6.  | Never Gonna Not Dance Again                    | Alecia Moore, Max Martin, Shellback                                                                   | 3:44 |
| 7.  | Runaway                                        | Edvard Erfjord, Clementine Douglas                                                                    | 2:42 |
| 8.  | Last Call                                      | Alecia Moore, Billy Mann, Pete Wallace                                                                | 4:03 |
| 9.  | Hate Me                                        | Alecia Moore, Greg Kurstin                                                                            | 3:20 |
| 10. | Lost Cause                                     | Stephen Wrabel, Sam de Jong, Sam Romans                                                               | 3:38 |
| 11. | Feel Something                                 | Teddy Geiger, Ian Franzino, Jason Evigan, Nate Mercereau                                              | 3:04 |
| 12. | Our Song                                       | Jesse Shatkin, Jessica Karpov, Maureen McDonald                                                       | 2:54 |
| 13. | Just Say I'm Sorry (featuring Chris Stapleton) | Alecia Moore, Chris Stapleton                                                                         | 3:34 |

| 1. | Dreaming (featuring Marshmello & Sting)                 | Marshmello, Digital Farm Animals, Richard Boardman, Kiddo A.I., Sting    | 2:50 |
| 2. | Irrelevant                                              | Alecia Moore, Ian Fitchuk                                                | 3:52 |
| 3. | All Out Of Fight                                        | Alecia Moore, Johnny McDaid, Fred Gibson                                 | 3:32 |
| 4. | Just Like Fire / Heartbreaker (en) (mashup live)        | Alecia Moore, Martin, Schuster, Oscar Holter, Kara DioGuardi, Greg Wells | 5:29 |
| 5. | When I Get There (live)                                 | Wadge, Hodges                                                            | 3:32 |
| 6. | Nothing Compares 2 U (live, featuring Brandi Carlile)   | Prince                                                                   | 5:05 |
| 7. | No Ordinary Love (live)                                 | Sade Adu, Stuart Matthewman                                              | 3:42 |
| 8. | Cover Me In Sunshine (live, featuring Willow Sage Hart) | Amy Allen, Maureen "Mozella" McDonald                                    | 2:51 |
| 9. | What About Us (live)                                    | Alecia Moore, Johnny McDaid, Steve Mac                                   | 4:20 |

## Classements hebdomadaires
| Classement (2023)                  | Meilleure place |
| ---------------------------------- | --------------- |
| Allemagne (Media Control AG)       | 1               |
| Australie (ARIA)                   | 1               |
| Autriche (Ö3 Austria Top 40)       | 1               |
| Belgique (Flandre Ultratop)        | 2               |
| Belgique (Wallonie Ultratop)       | 2               |
| Canada (Canadian Albums Chart)     | 1               |
| Danemark (Tracklisten)             | 24              |
| Écosse (OCC)                       | 1               |
| Espagne (Promusicae)               | 9               |
| États-Unis (Billboard 200)         | 2               |
| Finlande (Suomen virallinen lista) | 14              |
| France (SNEP)                      | 2               |
| Irlande (Irish Albums Chart)       | 2               |
| Italie (FIMI)                      | 62              |
| Japon (Oricon)                     | 15              |
| Norvège (VG-lista)                 | 3               |
| Nouvelle-Zélande (RIANZ)           | 1               |
| Pays-Bas (Mega Album Top 100)      | 2               |
| Portugal (AFP)                     | 4               |
| Royaume-Uni (UK Albums Chart)      | 1               |
| Suède (Sverigetopplistan)          | 6               |
| Suisse (Schweizer Hitparade)       | 1               |